# Johannisberg, Västerås
Johannisberg är en stadsdel och ett friluftsområde i Västerås. Området ligger i södra Västerås, vid Mälaren.
I Johannisberg finns Johannisbergs herrgård, Lövudden (KFUM Västerås), campingområdet Västerås Mälarcamping, Johannisbergs naturreservat och badplatsen Johannisbergsbadet. Vid Lövudden finns en av stadens båtupptagningsramper. Vinterförvaring av fritidsbåtar sker på båda sidor om Johannisbergsvägen.
Området avgränsas av gräns mot Sjöhagen, Mälaren, tätorten Ekbacken-Enhagen och Johannisbergsvägen.
Området gränsar i norr mot Sjöhagen, i öster till Mälaren och i söder till tätorten Ekbacken-Enhagen.